# اوچار
اوچار (به لاتین: Uchar) یک عوارض جغرافیایی در قرقیزستان است که در استان اوش واقع شده‌است.

## خصوصیات
اوچار ۱٬۰۷۴ متر بالاتر از سطح دریا واقع شده‌است.